# 练子山水库
练子山水库是中国安徽省滁州市来安县境内的一座水库，位于滁河支流清流河上，建于1974年。水库正常库容为715万立方米，集雨面积为20平方千米，海拔为60.5米。